# Procambarus clarkii
Procambarus clarkii (лат.) — вид ракообразных из семейства Cambaridae. Естественный ареал — север Мексики, юг и юго-восток США. При этом эти раки распространились (были интродуцированы) в разных частях Евразии, Африки и Южной Америки, став там инвазионным видом.

## Описание

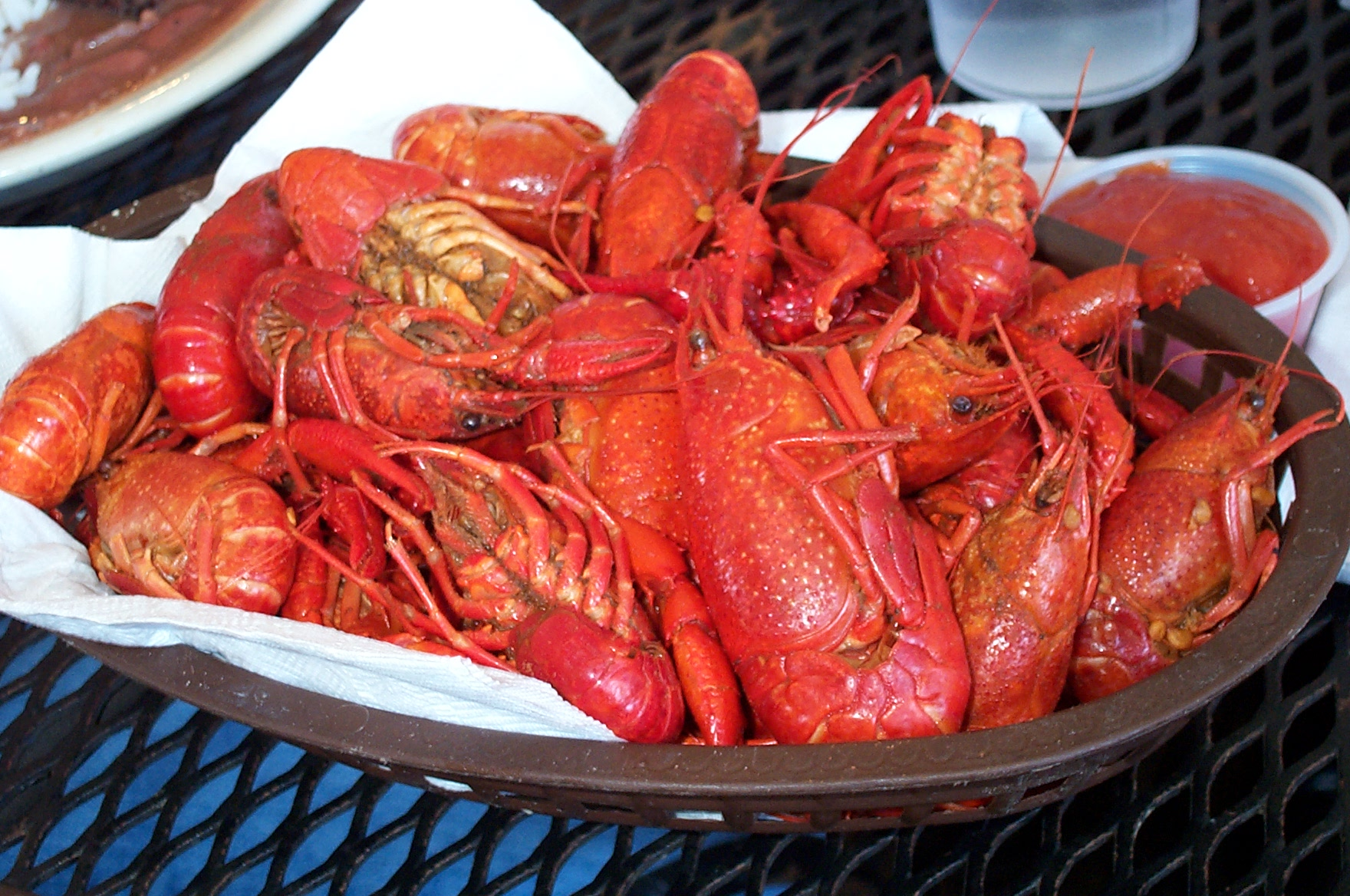
Варёные раки, Луизиана

Обычно окрашены в тёмно-красный цвет, имеют длинные клешни и голову.

## Биология
В нормальных условиях представители вида практикуют половое размножение, но ученые предполагают, что у этих раков имеется способность к партеногенезу.

## Использование человеком
Во многих странах мира употребляются в пищу.